# 安全工程师
安全工程师是工程师的一种，主要工作是利用工程学的理论和技术，确保作业场所的生产安全，保证作业人员的安全和健康。欧美等发达国家目前已有较为规范的安全工程师执业体系。在美国，安全工程师组织美国安全工程师协会成立于1911年，为规范美国的劳动安全做出了贡献。但在中国大陆，取得资格的注册安全工程师却因故未受应有重视。